# Datorspelsåret 1995

## Händelser

### April

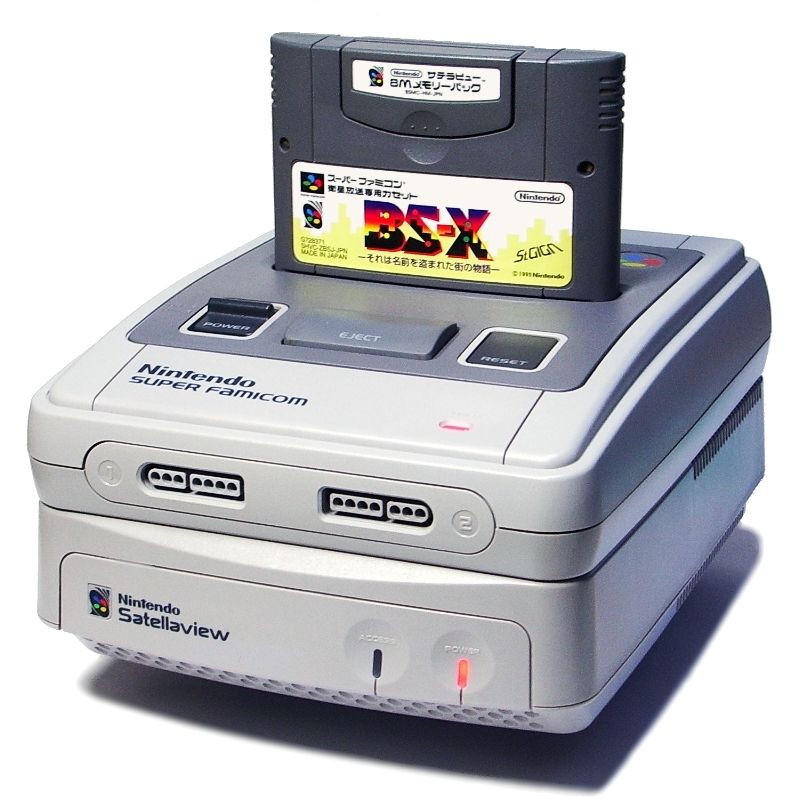
Satellaview

- 23 april - Nintendos satellitmodem Satellaview tas i bruk.
- 27 april - Sega lanserar Saturn i Kanada.

### Maj
- 11 maj - Sega lanserar Saturn i USA.
- 11-13 maj - Den första upplagan av mässan Electronic Entertainment Expo (E3) hålls i Los Angeles i USA.[1]

### Juni
- Juni - Med omslagsrubrikerna Uppdaterad! allt om alla format meddelar svenska TV-spelstidningen Super Power i nummer 6-7 officiellt att man inte längre, som tidigare, bara kommer täcka Nintendo, utan istället skriva om konsoler och spel oavsett företag.[2]

### Juli
- 8 juli - Sega lanserar Saturn i Europa.

### September
- 9 september - Sony lanserar Playstation i USA.
- 29 september - Sony lanserar Playstation i Europa.

### November
- 5 november - Spelsidan GameFAQs gör debut på Internet.

## Spel släppta år1995

### PC
- Fångarna på fortet: Utmaningen
- Star Wars: Dark Forces
- NHL 96
- Command & Conquer

### Sega Saturn
- Sega Rally Championship

### Super NES
- Donkey Kong Country 2: Diddy's Kong Quest
- Super Mario World 2: Yoshi's Island
- NHL 96
- 19 februari - Majin Tensei II: Spiral Nemesis[3]

### Sega Mega Drive
- NHL 96
- Elitserien 96

### Playstation
- Tekken 2

### Fotnoter
1. ↑  ”Attendance and Stats” (på engelska). IGN. http://www.ign.com/wikis/e3/Attendance_and_Stats. Läst 21 maj 2015.
2. ↑  Super Play, nummer 6-7 1995, sidan 33
3. ↑  ”魔神転生II スパイラルネメシス” (på japanska). Famitsu. Arkiverad från originalet den 28 juni 2013. https://web.archive.org/web/20130628095012/http://www.famitsu.com/cominy/?m=pc&a=page_h_title&title_id=17768. Läst 15 juni 2015.